# Quỷ hầu
Quỷ hầu (Devil Monkey) là một sinh vật kỳ bí dạng khỉ được báo cáo đã xuất hiện tại nước Mỹ lần đầu tiên vào ngày 27 tháng 6 năm 1997 tại thị trấn Dunkinsville thuộc bang Ohio và sau đó được ghi nhận là xuất hiện ở nhiều địa điểm khác nhau trên toàn cõi nước Mỹ. Đây là sinh vật kỳ bí từng gây náo loạn rừng núi. Sự xuất hiện của loài sinh vật huyền bí này là nỗi ám ảnh của nhiều cư dân vùng Bắc Mỹ.

## Mô tả

Những mô tả cho thấy chúng có ngoại hình khá giống một con khỉ đầu chó

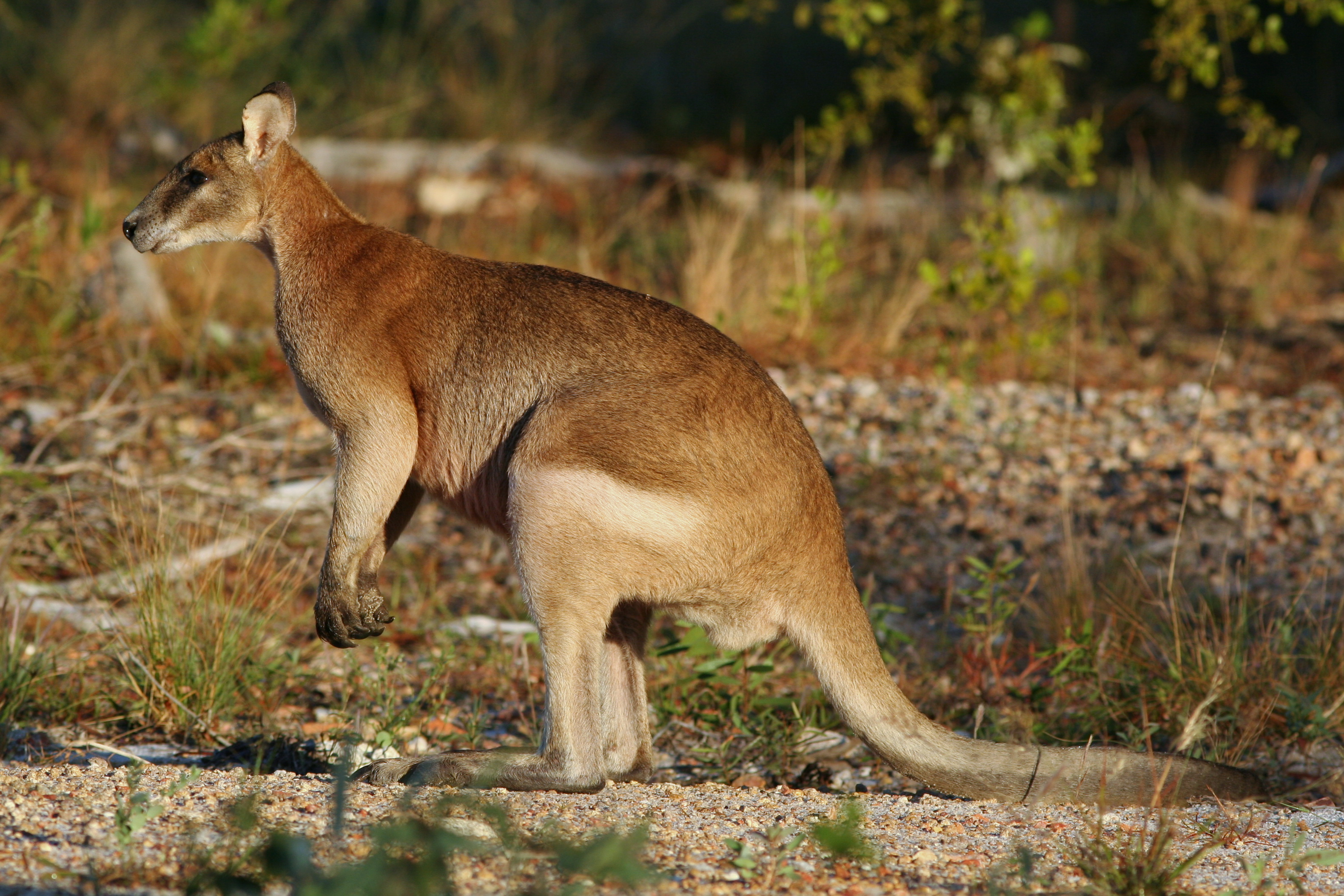
Chúng có khả năng nhảy xa như chuột túi.

Hình vẽ quỷ hầu từ miêu tả của các nhân chứng. Quỷ hầu có vẻ ngoài vô cùng đáng sợ. Đa số các báo cáo miêu tả có một con quái vật tấn công vật nuôi ở các trang trại gần rừng. Sinh vật tàn ác ấy mang khuôn mặt khỉ đầu chó, cơ thể khổng lồ, chân có móng vuốt dài, tai nhỏ, mắt dữ, di chuyển nhanh và nhảy cao. Theo mô tả, sinh vật này có lông màu trắng bạc và xám, cùng lớp lông bờm dày, khuôn mặt giống khỉ đầu chó nhưng kích thước cơ thể lớn hơn nhiều, dài gần 2 m. Nó giống như một con khỉ đầu chó khổng lồ.
Một nhân chứng nữ mô tả rằng đây là con vật xấu nhất từng thấy, nó có đuôi, mặt khỉ lai chó nhưng đứng thẳng như người, nó không đi mà nhảy bước với tốc độ rất nhanh. Một nhân chứng khác kể lại rằng quỷ hầu có lớp lông màu trắng bạc, khuôn mặt giống khỉ, nhưng nó đứng trên hai chân như con người, miệng phát ra những âm thanh ghê rợn. Mọi người miêu tả lại nó có mắt sáng, bộ lông trắng, đứng thẳng như người nhưng có khuôn mặt giống chó, cùng đuôi rất dài. Thay vì chạy chúng lại nhảy từng bước dài bằng 2 chân sau, 2 chân trước co lên tạo thành dáng đứng thẳng. Nó có thể nhanh chóng nhảy lên cây trước sự ngỡ ngàng của nhiều người, độ cao của cú nhảy này lên tới 4m.

## Phạm vi xuất hiện
Nó được coi là một trong những sinh vật huyền bí nổi tiếng của châu Mỹ, nhưng khác với Bigfoot hay Yeti, sự xuất hiện cùng nỗi ám ảnh của sinh vật này trải dài trên một vùng đất rộng lớn. Các báo cáo đầu tiên về quỷ hầu xuất hiện ở Bắc Mỹ có vào năm 1934, ghi nhận về một loài động vật nguy hiểm liên tục được nhìn thấy ở Pittsburgh, bang Tennessee. Theo các nhân chứng kể lại, khi thám hiểm trong rừng, họ đã thấy một con vật di chuyển ngang qua mặt với tốc độ sấm sét.
Năm 1959, vợ chồng tài xế Boyd ở Saltville trong lúc đi qua ngọn núi để vào thị trấn đã bị sinh vật kì lạ trên tấn công. Từ trên đoạn đê cao, một con vật khổng lồ giống như khỉ bất ngờ nhảy xuống phía đầu xe của Boyd, như thể sẽ đâm sầm qua kính chắn gió vào phía ghế trước, nhưng với sự nhanh nhẹn khéo léo, nó lại hạ xuống ngay bên cạnh cửa phía phụ xe và cố gắng tóm lấy chiếc xe. Trên thân xe còn để lại 3 vết xước dài từ cửa trước tới cửa sau, chứng minh cho sức khỏe phi thường của ác thú.
Vài ngày sau khi sự kiện này, hai y tá ở khu vực Saltville khi lái xe về nhà vào buổi sáng sớm cũng bắt gặp con khỉ khổng lồ băng qua đường.

## Điều tra
Năm 1969, Rene Dahinden và John Green đã thám hiểm khu rừng tại Mamquam (British Columbia), nơi người ta đồn thổi loài sinh vật kỳ bí này ẩn nấp. Trong chuyến điều tra thực địa, hai ông đã phát hiện được những vết chân 3 ngón khác biệt.
Năm 1973, nhà nghiên cứu động vật bí ẩn Loren Coleman đã điều tra các vụ sát hại gia súc tại Albany, Kentucky của ba con vật giống khỉ khổng lồ có đuôi dài màu đen rậm lông. Giống như cuộc điều tra năm 1969 của Rene Dahinden và John Green, ông cũng phát hiện được những vết chân 3 ngón khác biệt. Rất nhiều người nông dân ở Albany, Kentucky đã bị mất gia súc, ruộng vườn bị phá nát bởi một con vật giống khỉ đầu chó. Coleman sau đó hợp tác với Animal Planet để làm một phóng sự về sinh vật bí ẩn trên. Vào năm 1979, một loạt các nhân chứng đã nhìn thấy một con vật giống khỉ khổng lồ đi 2 chân trong khu vực vùng sâu thuộc bang Georgia, được người ta goi là Belt Road Booger.
Báo chí ngay lập tức đẩy câu chuyện lên trang nhất và đặt cho con quái vật một cái tên Devil Monkey (hay quỷ hầu). Từ đây, quỷ hầu được ghi nhận có mặt ở khắp mọi nơi ở Bắc Mỹ, thậm chí ở những vùng rất lạnh như Alaska. Nhiều người bỏ thời gian trùy lùng tung tích của quỷ hầu và phát hiện ra một điều thú vị, mọi nơi sinh vật này xuất hiện đều quay quanh dãy núi Appalachian, một vùng hoang sơ, hiểm trở và còn nhiều điều bí ẩn với con người.
Ghi nhận gần đây nhất là vào ngày 12 tháng 1 năm 2006 nhưng khác với những lần trước, quỷ hầu hiện diện ngay tại thành phố công nghiệp Chicago. Nhiều nhân chứng phát hiện con vật này đã xé xác chú chó nhà tội nghiệp. Sau khi hành sự, quỷ hầu nhảy nhanh vào rừng trước sự sợ hãi của mọi người.

## Giả thiết
Nhiều nhà khoa học tin rằng, con vật mà nhiều người nhìn thấy chính là sói đồng cỏ Bắc Mỹ. Loài này rất phổ biến, số lượng đông, dáng lớn và rất nhanh nhẹn, có mõm hẹp, tai nhọn như khỉ đầu chó. Sói đồng cỏ Bắc Mỹ còn biết đứng trên hai chân để giả làm con người, rồi nhảy từng bước như kangaroo hay chuột túi Wallaby. Sói đồng cỏ Bắc Mỹ là nghi phạm hàng đầu cho vụ quỷ hầu. Loài thú ăn thịt này rất tháo vát, lắm mưu mô, là kẻ đi săn gan dạ, thông minh, có khả năng thích ứng rất tốt. Do đó dù đối diện với sự phát triển của loài người, nhưng sói đồng cỏ Bắc Mỹ vẫn tiếp tục phát triển mạnh mẽ cho đến ngày nay. 

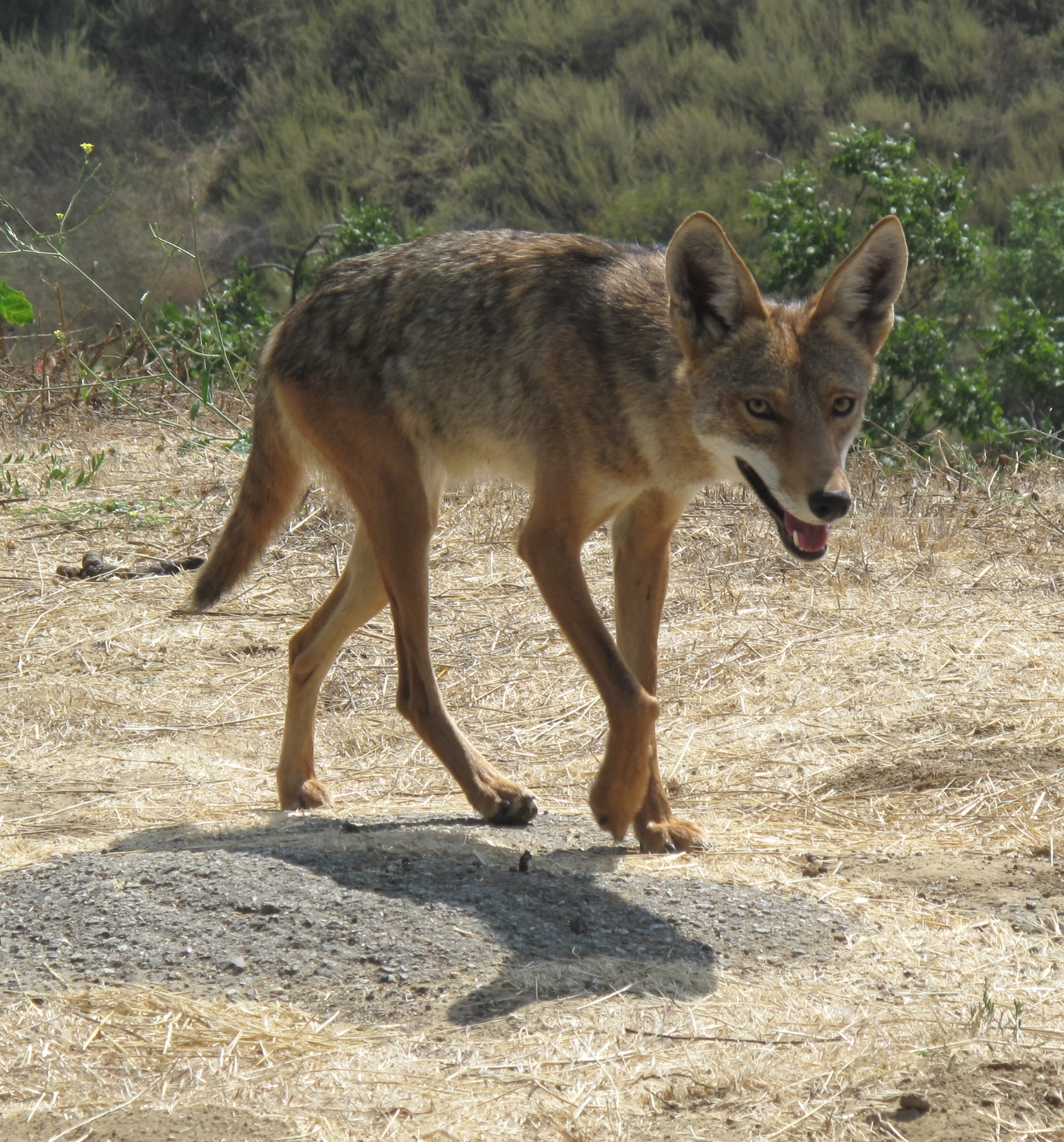
Sói đồng cỏ là một giả thiết

Điều này có thể giải thích vì sao quỷ hầu lại được chứng kiến ở rất nhiều nơi đến như vậy. Sói đồng cỏ Bắc Mỹ có lối sống cộng đồng phức tạp, khi già, hoặc mắc bệnh truyền nhiễm sẽ tự động tách đàn và tấn công con người. Trong lịch sử, không ít lần cư dân ở đây bắt được những con sói Bắc Mỹ to lớn tấn công hàng loạt vào đàn gia súc như cừu và dê. Sói Bắc Mỹ còn được biết đến là một trong những loài có tiếng hú ấn tượng nhất của lục địa Bắc Mỹ. Loài này không sủa như chó nhà mà chỉ cất tiếng tru ăng ẳng vang đi rất xa, nghe ghê tai và đáng sợ. Tiếng tru này có tác dụng thu hút bạn tình và làm khiếp vía đối thủ.
Một điều quan trọng hơn, tại vùng Chicago, cho sói Bắc Mỹ có số lượng tới hàng trăm, thậm chí hơn một nghìn con chó sói sống tại các vùng đất trống quanh đây. Các con chó sói có mặt ở khắp mọi nơi, kể cả trong các công viên hay khu công nghiệp hoặc xen kẽ giữa vùng dân cư, khu thương mại. Chúng có thể đứng bằng hai chân và bật nhảy rất xa chẳng thua gì một con Kangaroo. Theo nhà nghiên cứu Mark Hall, quỷ hầu chỉ là một biến thể những câu chuyện về ma cà rồng. Báo chí đã góp phần thổi phồng những truyền thuyết đô thị này làm nhiều người dân bị ám ảnh. Trong đêm tối, ở nơi hoang vắng, họ đã nhìn nhầm những con sói thành loài quỷ hầu ghê gớm.
Thế nhưng sự giải thích trên cũng không ngăn được nhiều người ham mê thám hiểm. Họ tin rằng, đây là một loài sinh vật mới hoàn toàn và việc phát hiện ra nó chỉ là vấn đề thời gian. Nhiều trang web được lập ra để mọi người cùng chia sẻ, tìm hiểu thông tin về quỷ hầu. Thậm chí hàng năm rất nhiều cá nhân, tổ chức tham gia lùng sục vùng rừng núi Appalachian với hi vọng tìm thấy dấu tích sinh vật huyền bí này.